# 워싱턴 카네기 연구소
워싱턴 카네기 연구소(Carnegie Institution of Washington)는 미국의 수도인 워싱턴에 위치한 연구소이다. 각종 과학의 현상들에 대해 연구하는 종합 연구소이다.

## 자세한 설명 및 업무와 특징
워싱턴 카네기 연구소(Carnegie Institute of Washington, 이 기관의 법적 명칭이다.)는 미국에서 과학 연구에 자금을 지원하고 수행하기 위해 설립된 기관이다. 이 기관은 워싱턴 D.C.에 본부를 두고 있다. 2020년 6월 30일 기준으로 하여 이 기관의 기부금은 9억 2690만 달러로 평가되었다. 2018년에 과학 프로그램 및 관리 비용은 9,660만 달러였다. 에릭 아이작스는 이 기관의 회장이다. 앤드류 카네기의 자선 활동을 통해 20개 이상의 독립 단체가 설립되었으며 현재 그의 성을 특징으로 하고 있다. 그들은 예술, 교육, 국제 문제, 세계 평화, 그리고 과학 연구와 같은 다양한 주제를 포함하는 일을 한다. 2007년 워싱턴 카네기 연구소는 앤드류 카네기가 설립하고 이름을 붙인 다른 기관들과 구별하기 위해 "카네기 과학 연구소"라는 공개 명칭을 채택했다.

## 연구소의 역사
가장 광범위하고 자유로운 방식으로 조사, 연구, 발견을 장려하고 인류의 발전을 위한 지식의 응용을 보여주는 기관인 워싱턴 시에 설립할 것을 제안한다. – 앤드류 카네기, 1902년 1월 28일
미국이 제2차 세계대전에 참전했을 때에 버니바 부시는 카네기 연구소의 회장이었다. 1940년 6월 12일의 몇 달 전에 부시는 프랭클린 루스벨트 대통령에게 국가의 과학 전쟁 노력을 동원하고 조정하기 위한 국방 연구 위원회(나중에 과학 연구 개발국으로 대체됨)를 창설하도록 설득하는 데 중요한 역할을 했다. 부시 대통령은 워싱턴 DC에 있는 카네기 연구소의 16번가와 노스웨스트 주의 P 스트리트에 있는 행정 본부에 새 기관을 수용하여 사무실과 강당을 사무실 칸막이로 개조했다. 이 장소에서 부시는 맨해튼 프로젝트를 포함한 여러가지의 프로젝트를 감독했다. 카네기 과학자들은 근접 융제의 개발과 페니실린의 대량 생산을 도왔다.

## 주요 과학 조사
카네기 과학자들은 계속해서 과학적 발견에 참여하고 있다. 동부와 서부 해안의 여섯 개의 과학 부서로 구성된 카네기 과학 연구소는 다음과 같은 여섯 가지 주요 주제에 초점을 맞추고 있다. 워싱턴 D.C. (Washington D.C.)와 워싱턴 카네기 연구소(Pasadena, California, Las Campanas, 칠레)의 천문학, 워싱턴 D.C.(Washington D.C.)의 지구자기학과 지구물리학 연구소의 지구생태학.생태학(캘리포니아 스탠퍼드):배아학과(볼티모어, 메릴랜드)의 유전학과 발달 생물학: 지구물리학 연구소의 극한 상태의 물질: 식물 생물학과(캘리포니아 스탠퍼드)의 식물학이 워싱턴 카네기 연구소의 주요한 과학 연구이다.

### 지구행성연구소
2020년에 지구물리학연구소와 지구자기학연구소가 통합되어 지구행성연구소가 되었다. 새 부서는 여전히 조직의 캠퍼스에 위치하고 있다. 1905년에 설립된 지구물리학 연구소의 연구원들은 지구의 깊은 내부의 물리학과 화학을 조사했다. 이 연구소는 세계적으로 유명한 암석학과 고압, 고온 물리학으로도 알려져 있으며, 지구와 물질 과학에 기여했다. 이 연구소는 NASA가 운영하는 우주생물학 연구소의 일원으로 지구에서 생명체가 어떻게 진화했는지를 조사하고 다른 곳에 생명체가 존재할 가능성을 결정하기 위한 학제 간의 노력이다. 즉 이러한 연구는 외계인과 같은 각종 외계생명을 연구하는 것이 된다. 또한 그들의 프로젝트들 중 하나는 해저의 고압, 고온의 열수분출공에서 발견된 암석들이 지구상의 생명체들에게 어떻게 촉매제를 제공했는지를 조사하는데 전념하고 있다. 연구는 다학제적이며 이론물리학에서 분자생물학에 이르는 연구를 포함한다. 지구물리연구소가 처음 설립됐을 때 임무는 지구를 지배하는 과정을 포함해 당시 알려진 대로 지구의 구성과 구조를 이해하는 것이었다. 여기에는 연구에 필요한 도구뿐만 아니라 기초 물리학과 화학에 대한 이해를 발전시키는 것이 포함되었다. 연구소의 역사 동안에 이 임무는 지구가 형성된 이래로 모든 범위의 조건을 포함하는 것으로 확장되었다. 최근 이 연구는 태양계 내의 다른 행성들과 다른 항성계를 대상으로 확장되었다. 연구소는 절대 영도에 가까운 온도에서 태양보다 뜨거운 온도, 주변 압력에서 수백만 기압에 이르는 다양한 온도와 압력에 걸쳐 물질을 검사할 수 있는 도구와 절차를 개발한다. 연구소는 제1원리 이론과 결합된 다이아몬드 앤빌 세포를 연구 도구로 사용한다. 또한 국가 X선 및 중성자 시설에서 사용되는 과학 계측 및 고압 기술을 개발한다. 이 연구는 광물학, 재료 과학, 화학, 그리고 응축 물질 물리학의 주요 문제들을 다룬다. 실험실 과학자들은 운석과 혜성을 조사하여 태양계에서 단순한 분자에서 복잡한 분자의 진화를 추적한다. 그들은 초기 지구에 존재하는 조건들을 조사함으로써 생명의 기원에 대한 통찰력을 얻는다. 생화학의 모델을 개발하기 위해 독특한 생태학을 연구하는 것은 다른 행성에서 생명체를 찾는 것을 도울 수 있는 프로토콜과 도구를 개발하는 것을 돕는다. 프로토콜과 방법론은 다른 행성에서 발견되는 조건에 대해 유사한 역할을 하는 지구의 지역에서 시험된다. 지구자기학과는 1904년에 설립되었다. 그들의 임무 중 일부는 두 척의 배를 사용하는 것이었다. 갈릴리호는 1905년에 용선되었지만 자기 관측을 수행하기에 부적합한 것으로 판명되었을 때에 비자성 선박이 취역되었다. 카네기는 1909년에 만들어졌고 지구의 자기장을 측정하기 위해 일곱 번의 순항을 마쳤고 폭발로 인해 불에 탔다. 그 부서는 여러 학제간 연구 연구에 자금을 지원했다. 지구자기학과의 천문학과 천체물리학은 태양계 밖의 행성을 발견하고 이해하기 위해 선구적인 탐지 방법을 사용했다. 연구원들은 다른 행성계를 관찰하고 모델링함으로써 이러한 의미를 태양계에 적용할 수 있다. 연구소의 지구물리학 팀은 지진과 화산 그리고 그것들을 만들어내는 지구의 구조와 과정을 연구한다. 우주 화학자들은 태양계의 기원, 운석의 초기 진화, 그리고 지구에 미치는 충돌 과정의 본질을 연구한다. 모든 카네기 부서들이 그러하듯이 연구소는 우수한 젊은 학자들에게 박사 전 및 박사 후 수준의 교육 및 훈련 프로그램을 통해 자금을 지원한다.

### 배아학과
워싱턴 카네기 연구소의 배아학과는 이외에도 펜실베니아주 필라델피아에 있는 펜실베니아 대학교, 호주 멜버른에 있는 모나시 대학교, 유타주 솔트레이크시티에 있는 유타 대학교, 인디애나주 사우스벤드에 있는 노트르담 대학교에도 위치해 있다. 1960년대까지 그 부서의 초점은 인간 배아 발달에 있었다. 그 이후로 연구원들은 세포와 분자 수준에서 동물 발달과 유전학의 근본적인 질문들을 다루었다. 연구에는 세포가 발달함에 따라 유전자 프로그래밍을 조사하고 성장과 비만을 조절하는 유전자를 탐색하고 특수한 신체 부위를 위해 줄기세포를 자극하는 것 등이 포함된다.

### 캘리포니아 스탠퍼드 지구생태학과
워싱턴 카네기 연구소의 지구생태학과는 2002년에 설립되었다. 이 연구원들은 지구 체계가 어떻게 작동하는지 이해하기 위해 지구의 땅, 대기, 바다의 복잡한 상호작용을 연구한다. 위성에서부터 분자생물학의 도구에 이르기까지 다양한 도구들을 가지고 이 과학자들은 지구 탄소 순환, 기후를 조절하는 육상 및 해양 생태계의 역할, 생물학적 다양성과 생태계 기능의 상호 작용을 포함한 문제들을 탐구한다. 이 생태학자들은 의회 증언에서부터 환경 핫스팟 발견을 위한 위성사진 홍보까지 공공장소에서 적극적인 역할을 해왔다.

### 캘리포니아 스탠퍼드 식물생물학과
워싱턴 카네기 연구소의 식물생물학과는 1903년에 그들의 자연 서식지에 있는 식물들을 연구하기 위해 사막 실험실로 시작했다. 시간이 지나면서 연구는 광합성에 대한 연구로 발전했다. 현재는 분자 유전학과 관련된 방법들을 사용하여 이 생물학자들은 빛에 대한 식물의 반응에 책임이 있는 유전자들과 식물이 질병과 환경 스트레스에서 살아남을 수 있게 하는 것들을 포함한 다양한 성장과 발달 과정들에 대한 유전자 조절을 연구한다. 또한 그 학과는 생물정보학의 개발자이다. 가장 널리 사용되고 있는 모델 식물인 애기장대에 대한 생물학적 정보를 제공하는 온라인 통합 데이터베이스인 애기장대 정보 자원을 개발하였다. 그 부서는 광합성 조절의 생화학적, 생리학적 기초를 연구하기 위해 진보된 유전자 및 게놈 방법을 사용하고 연구되지 않은 유전자를 체계적으로 특성화하기 위해 유전자 배열을 사용하는 방법을 개척했다. 온천에 서식하는 광합성 미생물 군집을 연구함으로써 극한 환경에서의 생활을 조사한다.

### 캘리포니아 패서디나, 칠레 라스 캄파나스 천문대
워싱턴 카네기 연구소의 천문대는 1904년에 윌슨 산 천문대로 설립되었는데,이 천문대는 우주가 생각했던 것보다 훨씬 크고 팽창하고 있다는 에드윈 허블의 발견으로 우주에 대한 우리의 개념을 바꾸어 놓았다. 카네기 천문학자들은 우주를 연구한다. 대부분의 다른 연구학과 연구자들과는 달리 그들은 자신만의 악기를 설계하고 제작한다. 그들은 빅뱅의 불꽃으로부터 별과 은하의 형성을 통해 우주의 진화를 추적, 우주의 구조를 탐구, 암흑 물질의 신비, 암흑 에너지, 그리고 우주가 팽창하는 점점 가속화되는 속도를 조사하고 있다. 카네기 천문학자들은 1969년에 설립된 라스 캄파나스 천문대에서 운영하고 있다. 칠레의 아타카마 사막의 높은 곳에 위치하고 있으며 훌륭한 천문 관측 조건을 갖추고 있다. 로스앤젤레스의 빛이 윌슨 산에 점점 더 많이 스며들면서 그곳의 일상적인 운영은 1986년에 윌슨 산 연구소로 옮겨졌다. 라스 캄파니스에서 가장 최근에 추가된 것들은 6.5미터의 쌍둥이 반사경으로 최신 세대의 거대한 망원경의 주목할 만한 멤버들이다. 카네기 연구소는 거대 마젤란 망원경을 제작하는데 있어 몇몇 다른 기관들과 협력하고 있다. 2020년에 지구자기학과 지구물리학 연구소가 통합되어 지구행성연구소가 되었다. 새 부서는 여전히 조직의 브로드 브랜치 로드 캠퍼스에 위치하고 있다. 미국의 천체 물리학자인 존 멀채이는 카네기 천문대의 크로포드 H. 그린월트 석좌를 맡고 있으며 그 중에서도 소장을 맡고 있다.

### 사례: 카네기 과학 교육과 첫 번째 빛을 위한 아카데미
1989년에 카네기의 맥신 싱어 회장은 D.C. 공립, 차터, 사립, 교구 학교의 중학생들을 위한 무료 토요일 과학 프로그램인 퍼스트 라이트를 설립했다. 이 프로그램은 로봇을 만들고 프로그래밍하는 것, 연못 생태를 조사하는 것, 태양계와 망원경 건물을 연구하는 것과 같은 실습 과학을 가르친다. 퍼스트 라이트는 과학 교육을 위한 카네기 아카데미인 케이스의 시작을 알렸다. 1994년 이래로 케이스는 또한 과학, 수학 그리고 기술의 전공 교사들을 위한 전문적인 발전을 제공해왔다.

## 행정부
카네기 기관의 행정 사무실은 2020년까지 워싱턴 D.C., NW, P St. 1530에 위치해 있었으며 워싱턴의 16번가와 P 스트리트의 모퉁이에 있었다. 그 건물에는 대통령의 집무실, 행정 및 재정, 출판물, 승진 등이 있었다. 2020년에 카타르 정부에 매각되어 대사관으로 사용되었다.

## 우생학 자금 지원
1920년에 찰스 데이븐포트, 1910년에 뉴욕의 콜드 스프링 하버에 설립한 우생학 기록 사무소는 실험 진화 연구소와 합병되어 카네기 연구소의 유전학과가 되었다. 연구소는 1939년까지 그 연구소에 자금을 지원했다. 대븐포트와 긴밀히 협력한 모리스 슈테거다와 같은 인류학자들을 고용했다. 카네기 연구소는 우생학 연구에 대한 지원을 중단하고 1944년에 학과를 폐쇄했다. 그 학과의 기록은 대학 도서관에 보관되어 있었다. 카네기 연구소는 정당한 유전자 연구를 위한 자금 지원을 계속하고 있다. 노벨상 수상자인 앤드류 파이어, 알프레드 허시, 그리고 바바라 맥클린톡이 주목할 만한 직원들 중에 있다.

## 같이 보기
- 미국
- 연구소
- 과학
- 워싱턴
- 천문학